# Шахривар, Шермин
Шермин Шахривар (род. 17 сентября, 1982) — ирано-немецкая модель и победительница конкурса красоты, которая выиграла «Мисс Европа 2005».

## Ранняя жизнь и образование
Шахривар родилась в семье иранцев.  Её семья переехала в Германию, когда ей был год. Её мать и братья живут в Германии. Она выросла, говоря на немецком и персидском языках, а также свободно владеет французским и английским. Шахривар получила университетское образование в области социальных наук.

## Карьера
Шахривар стала «Мисс Германии» в 2004 году, а затем выиграла титул «Мисс Европа» в 2005 году, участвуя в конкурсе во Франции.
В марте 2005 года она была выбрана ведущей празднования Нового года в Оберхаузене, которое считается крупнейшим в мире. С декабря 2004 по август 2005 года она вела Traumpartner TV в Германии.

## Личная жизнь
В 2012 году Шахривар начала встречаться с дизайнером Маркусом Клоссеком, который старше её на пятнадцать лет. В 2013 году у пары родился первый ребёнок, дочь.
С 2016 по 2017 год Шахривар встречалась с итальянским бизнесменом Лапо Элканном.